# Chrysops delicatulus
Chrysops delicatulus är en tvåvingeart som beskrevs av Osten Sacken 1875. Chrysops delicatulus ingår i släktet Chrysops och familjen bromsar. Inga underarter finns listade i Catalogue of Life.